# LIX edició dels Premis Ariel
La LIX edició dels Premis Ariel, organitzada per l'Acadèmia Mexicana d'Arts i Ciències Cinematogràfiques (AMACC), es va celebrar l'11 de juliol de 2017 al Palau de Bells Arts de la Ciutat de Mèxic. Prèviament, el 3 de maig, els actors Karina Gidi i Juan Carlos Colombo van anunciar els nominats durant un esdeveniment a la Cineteca Nacional.
En aquesta cerimònia es van lliurar premis en 27 categories, incloent les reincorporades de millor actor de quadre i millor actriu de quadre. Va ser televisada a Mèxic per Canal 22. Per a la cerimònia, es va reconèixer amb l'Ariel d'Or a l'actriu Isela Vega i a la directora d'art Lucero Isaac, primera persona a ostentar aquest crèdit al cinema mexicà. Aquest premi fou dedicat a La luz en el cine, és a dir, a la cinematografia, i al 70 aniversari del primer lliurament de l'Ariel.
La 4ª Compañía va ser la pel·lícula més nominada (20 nominacions) i la més premiada amb deu guardons, inclòs al de millor pel·lícula. Per part seva, Tatiana Huezo es va convertir en la primera directora a rebre el premi en aquesta categoria, per la seva documental Tempestad. Aquesta obra també va rebre tres premis més. Almacenados va ser guardonada en tres categories (millor actor, millor coactuació masculina i millor guió adaptat). Mentre que La caridad va rebre dos premis (millor actriu i millor coactuació femenina).

## Nominacions
L'Academia Mexicana de Artes y Ciencias Cinematográficas (AMACC) va anunciar que les pel·lícules estrenades a Mèxic entre l'1 de gener i el 30 de setembre de 2016 havien de registrar-se durant el mes d'octubre en la pàgina oficial dels Premis Ariel per a la seva consideració. Per part seva, els films estrenats entre l'1 d'octubre i el 31 de desembre havien de fer el propi entre el mes de desembre i el 15 de gener de 2017. També es va informar sobre la reinstauració de dues categories per a la LIX edició dels premis: millor actor de quadre i millor actriu de quadre, lliurades als actors «que si bé té una participació menor que un protagonista o coprotagonista i no és el centre narratiu, la seva actuació és rellevant per contar la història».
El 3 de maig de 2017, durant l'anunci dels nominats, el director, productor i secretari de la AMACC, Everardo González, va informar que es van inscriure 131 projectes: 11 curtmetratges d'animació, 10 curtmetratges documentals, 45 curtmetratges de ficció, 18 llargmetratges de documental, 37 llargmetratges de ficció i 10 llargmetratges iberoamericans. Així mateix, va donar a conèixer que la cerimònia estaria dedicada a «La llum al cinema», és a dir, «a la cinefotografía» i que es festejaria el 70 aniversari del primer lliurament del premi. Els nominats d'enguany van ser seleccionats per 174 membres de l'Acadèmia.
Els actors Karina Gidi i Juan Carlos Colombo van ser els encarregats d'anunciar als nominats. Entre les obres considerades per a la millor pel·lícula es van incloure dos llargmetratges documentals, també nominades en la categoria de millor llargmetratge documental: Bellas de Noche (dirigida per María José Cuevas) i Tempestad (dirigida per Tatiana Huezo). La 4ª Compañía a ser el film més nominat, amb 20 nominacions, incloent millor pel·lícula, millor director i millor òpera prima. La directora d'art cinematogràfic, Lucero Isaac, i l'actriu mexicana, Isela Vega, van rebre l'Ariel d'Or en reconeixement de la seva carrera artística.
El 22 de juny, Dolores Heredia, presidenta de l'Acadèmia, va anunciar una retallada del 77% del pressupost de la AMACC. «És una edició molt particular on es va qüestionar moltíssim si la faríem per la retallada de 77% del nostre pressupost, però anem fer ús de la imaginació i la creativitat per a tenir una cerimònia digna i solemne», va declarar. La cerimònia va ser produïda per l'actor Daniel Giménez Cacho i televisada per Canal 22 a causa dels problemes que va sofrir Canal Once en l'edició anterior.

## Premis i nominats
Nota: Els guanyadors estan llistats primer i destacats en negreta. ⭐
| Millor pel·lícula - ⭐ La 4ª Compañía - Pulsación Creadora Films, Fondo de Inversión y Estímulos al Cine, FIDECINE, Alebrije Cine y Video, Arte Mecánica Producciones, Astronauta Producciones, Sabor para llevar, Renta Imagen, Estudios Churubusco Azteca, Terminal Films, Polar Studio, Metacube Tecnología y Entretenimiento - Bellas de noche - Cinepantera, Detalle Films - Desde allá - Factor RH, Lucía Films, Malandro Films - Desierto - Esperanto Kino, Ítaca Films, Orange Studio, CG Cinema - El sueño del Mara'akame - Fondo para la Producción Cinematográfica de Calidad (FOPROCINE), Centro Universitario de Estudios Cinematográficos (CUEC) - Me estás matando, Susana - Cuevano Films - Tempestad - Pimienta Films, Cactus Films, Terminal | Millor direcció - ⭐ Tatiana Huezo per Tempestad - Jonás Cuarón per Desierto - Federico Cecchetti per El sueño del Mara'akame - Amir Galván, Mitzi Vanessa Arreola per La 4ª Compañía - Roberto Sneider per Me estás matando, Susana |
| Millor actor - ⭐ Adrián Ladrón per La 4ª Compañía - ⭐ José Carlos Ruiz per Almacenados - Gael García Bernal per Me estás matando, Susana - Danny Glover per Sr. Pig - Noé Hernández per Tenemos la carne | Millor actriu - ⭐ Verónica Langer per La caridad - Claudia Sainte–Luce per La caja vacía - Ludwika Paleta per Rumbos paralelos - Maya Rudolph per Sr. Pig - Adriana Barraza per Todo lo demás |
| Millor coactuació masculina - ⭐ Hoze Alberto Meléndez per Almacenados - Diego Cataño per Desierto - Mauricio Isaac González per Distancias cortas - Antonio Parra Parra per El sueño del Mara'akame - Carlos Valencia per La 4ª Compañía - Darío T. Pie per La 4ª Compañía - Manuel Ojeda per La 4ª Compañía | Millor coactuació femenina - ⭐ Adriana Paz per La caridad - Tiaré Scanda per El cumple de la abuela - Xochiquetzal Rodríguez per La carga - Mariana Treviño per La vida inmoral de la pareja ideal - Carmen Beato per Los parecidos |
| Millor actor de repartiment - ⭐ Hernán Mendoza per La 4ª Compañía - Andoni Gracia per La 4ª Compañía - Gabino Rodríguez per La 4ª Compañía - Gerardo Taracena per La carga - Harold Torres per La carga | Millor actriu de repartiment - ⭐ Martha Claudia Moreno per Distancias cortas - Mariana Treviño per El sueño del Mara'akame - Arcelia Ramírez per Jirón de niebla - Norma Reyna per La carga - Angélica Aragón per Sr. Pig |
| Millor revelació masculina - ⭐ Paco de la Fuente per El alien y yo - Luis Silva per Desde allá - Luis Carlos Ortega per Distancias cortas - Luciano Bautista per El sueño del Mara'akame - Aliocha Sotnikoff Ramos per Las tinieblas | Millor revelació femenina - ⭐ María Evoli per Tenemos la carne - Gloria Carina López per La casa más grande del mundo - Camila Robertson Glennie per Las tinieblas - Irene Ramírez per Maquinaria Panamericana - Natasha Dupeyron per Treintona, soltera y fantástica                                                                             |
| Millor argument original - ⭐ Joaquín del Paso, Lucy Pawlak per Maquinaria Panamericana - Jonás Cuarón, Mateo García per Desierto - Itzel Lara per Distancias cortas - Federico Cecchetti per El sueño del Mara'akame - Mitzi Vanessa Arreola per La 4ª Compañía - Tatiana Huezo per Tempestad | Millor guió adaptat - ⭐ David Desola per Almacenados - Fernando del Razo, Jesús Magaña, Emiliano Flores per El alien y yo - Julio César Estrada, Gustavo Moheno, Ángel Pulido per Jirón de niebla - Leticia López, Verónica Bellver, Natassja Ybarra, Lucía Carreras per Las Aparicio - Luis Cámara, Roberto Sneider per Me estás matando, Susana |
| Millor fotografia - ⭐ Ernesto Pardo per Tempestad - Damián García per Desierto - Emiliano Fernández per Epitafio - Miguel López per La 4ª Compañía - Damián García per Sr. Pig | Millor edició - ⭐ Mitzi Vanessa Arreola, Francisco X. Rivera, Camilo Abadía per La 4ª Compañía - Ximena Cuevas per Bellas de noche - Jonás Cuarón per Desierto - Pierre Saint Martin Castellanos, Raúl Zendejas per El sueño del Mara'akame - Lucrecia Gutiérrez, Tatiana Huezo per Tempestad                                                     |
| Millor disseny artístic - ⭐ Jay Aroesty, Carlos Cosío per La 4ª Compañía - Alejandro Garcíaper 7:19 - Jay Aroesty per La carga - Alisarine Ducolomb per Las tinieblas - Eugenio Caballero per Me estás matando, Susana | Millor banda sonora - ⭐ Emiliano Motta per El sueño del Mara'akame - Yoann Lemoine 'Woodkid' per Desierto - Ramiro del Real, Renato del Real, Takaakira "Taka" Goto, Javier Umpierrez per La 4ª Compañía - Carlo Ayhllón per Las tinieblas - Leonardo Heiblum, Jacobo Lieberman per Tempestad                                                     |
| Millor so - ⭐ Javier Umpierrez, Isabel Muñoz, Jaime Baksht, Michelle Couttolenc per La 4ª Compañía - ⭐ Federico González Jordán, Lena Esquenazi, Carlos Cortés per Tempestad - Christian Giraud, Pablo Lach per 7:19 - Daniel Rojo, Alicia Segovia per El sueño del Mara'akame - Fernando Cámara, Stan Mak, Jaime Baksht, Steven Avila, Trip Brock, Michelle Couttolenc per Me estás matando, Susana | Millor vestuari - ⭐ Bertha Romero, José Guadalupe López per La 4ª Compañía - Alisarine Ducolomb per Epitafio - Mariana Gandía per El sueño del Mara'akame - Adela Cortázar per La carga - Natalia Seligson, Juan de Dios Ramírez, Alberto Escamilla, Gianfranco Reni per Macho                                                                    |
| Millor maquillatge - ⭐ Carla Tinoco, Alfredo García per La 4ª Compañía - Gerardo Muñoz per 7:19 - Roberto Ortíz per El sueño del Mara'akame - Felipe Salazar, Antón Garfias per La carga - Marco Hernández, Cristian Pérez, Gerardo Muñoz per Los parecidos | Millors efectes visuals - ⭐ Ricardo Robles per La 4ª Compañía - Omar Molina per 7:19 - Anthony Lestramau per Desierto - Rodrigo Echevarría, Eduardo Viladoms per Km 31-2 - Gustavo Bellón, Benoit Manequinn, Andrés Palma, David Camiro per Las tinieblas                                                                                         |
| Millors efectes especials - ⭐ Luis Eduardo Ambriz per La 4ª Compañía - José Manuel Martínez per 7:19 - José Manuel Martínez per Desierto - Ricardo Arvizu Fernández, Ricardo Arvizu Solís per Km 31-2 - Adrián Durán per Tenemos la carne | Millor opera prima - ⭐ El sueño del Mara'akame per Federico Cecchetti - Bellas de noche per María José Cuevas - Desde allá per Lorenzo Vigas - Distancias cortas per Alejandro Guzmán - La 4ª Compañía per Amir Galván, Mitzi Vanessa Arreola - Maquinaria Panamericana per Joaquín del Paso                                                      |
| Millor pel·lícula iberoamericana - ⭐ El ciudadano ilustre per Mariano Cohn i Gastón Duprat () - ⭐ Que Horas Ela Volta? per Anna Muylaert () - Anna per Jacques Toulemonde () - Sin muertos no hay carnaval per Sebastián Cordero () - Tarde para la ira per Raúl Arévalo () | Millor llargmetratge documental - ⭐ Tempestad per Tatiana Huezo - Bellas de noche per María José Cuevas - La balada del Oppenheimer Park per Juan Manuel Sepúlveda - Somos lengua per Kyzza Terrazas - The Weekend Sailor per Bernardo Arsuaga |
| Millor curtmetratge de ficció - ⭐ El ocaso de Juan per Omar Deneb Juárez - Australia per Rodrigo Ruiz - El tigre y la flor per Fabiola Denisse Quintero - Fisuras per Roberto Fiesco - Verde per Alonso Ruizpalacios | Millor curtmetratge d'animació - ⭐ Los aeronautas per León Rodrigo Fernández - Ascensión per Samantha Pineda, Davy Giorgi - Elena y las sombras per César Gabriel Cepeda - Los gatos per Víctor Alejandro Ríos - Taller de corazones per León Rodrigo Fernández                                                                                   |
| Millor curtmetratge documental - ⭐ Aurelia y Pedro per Omar Robles, José Permar - 13,500 Volts per Mónica Blumen - Club Amazonas per Roberto Fiesco - La casa de los Lúpulos per Paula Hopf - Memorias del table dance per Silvana Lázaro - Semillas de Guamúchil per Carolina Corral | Ariel d'or - Lucero Isaac ⭐ - Isela Vega ⭐ |
| Medalla Salvador Toscano - Arturo de la Rosa ⭐ | |